# As It Was
«As It Was» (traducido al español: «Como era antes») es una canción interpretada por el cantautor británico Harry Styles, lanzada el 1 de abril de 2022 a través de Columbia y Erskine Records como el sencillo principal de su tercer álbum de estudio Harry's House (2022). La canción fue escrita por Styles junto a los también productores Thomas Hull y Tyler Johnson.
La canción debutó en la cima del Billboard Hot 100 en EE.UU, logrando el segundo sencillo número uno para Styles en dicho país después de «Watermelon Sugar». Pasó 15 semanas en la cima del listado, convirtiéndose en el cuarto sencillo número uno con más semanas en la historia de la lista de EE. UU y el de mayor duración por un artista británico. 
En Spotify debutó en el número 1 de Spotify Global con 16.1 M de reproducciones en 24 horas, y rompió el récord de la canción más escuchada en Spotify US con 8.3 M, solo en los Estados Unidos, y en su día de estreno fue escuchada en más de 34 países.
Logró alcanzar 1000 M de reproducciones en Spotify en tan solo 118 días, siendo la 4.ª canción en llegar más rápido a dicha cifra en la historia, además de obtener el récord de llegar a los 2000 M de reproducciones en Spotify más rápido en la historia, lográndolo en 310 días, y a tan solo más de un año de su estreno, lleva ya la impresionante cifra de 2700 M de reproducciones en Spotify.
Además de las 15 semanas en el primer puesto, se mantuvo otras 14 semanas en los primeros 3 lugares, logrando ser el éxito Top 3 de mayor duración en la historia del Hot 100 con 29 semanas.
En Reino Unido también debutó en el número uno del Official Charts Company, siendo su segundo número uno después de su sencillo debut «Sign of The Times» y logró estar 10 semanas no consecutivas en el primer puesto, logrando el sencillo con más éxito del Reino Unido del 2022. La canción también se colocó en el primer lugar en Australia, Austria, Canadá, México, Dinamarca, Grecia, Irlanda, Nueva Zelanda, Suecia, Suiza, entre otros. También llegó a los primeros 5 lugares de Finlandia, Francia, Alemania, Italia, Noruega y Sudáfrica.

## Antecedentes y lanzamiento
Harry Styles anunció el título de su tercer álbum de estudio como Harry's House el 23 de marzo de 2022, revelando su portada, un tráiler de 40 segundos y la fecha de lanzamiento del álbum el 20 de mayo de 2022. Cinco días después, anunció el título de su primer sencillo como "As It Was", junto con fotos de él con un atuendo de lentejuelas rojas sin mangas y su fecha de lanzamiento fijado al 1 de abril de 2022.
Una versión que revela los primeros segundos de la canción fue lanzada en su canal de YouTube el 30 de marzo de 2022. En el video, se ve el comienzo de cómo se vería el video musical, con Harry sentado en un tocadiscos gigante. Los golpes de batería y un teclado se escuchan como música en este tramo de 10 segundos.

## Lírica y composición
La canción fue escrita por Styles junto a Tyler Johnson y Thomas Hull, con los cuales Styles ya había trabajo en algunos temas de su álbum anterior Fine Line (2019) como “Watermelon Sugar”, “Falling”, “Adore You” y “Golden”. La introducción del tema es la voz de Ruby Winston, ahijada de Styles, que dice la estrofa "Come on Harry, we wannna say good night to you".
“Es la voz de mi ahijada. Solía intentar llamarme antes de acostarme todas las noches”. "Una vez, -el teléfono- no sonó o algo así, así que ella me envió eso y lo desenterré en algún momento cuando estábamos en el estudio y lo puse frente a la canción por alguna razón y simplemente me caí enamorado con eso.”
Algunos críticos musicales describieron la canción como una pista de pop sintetizado impulsada por guitarra, un cambio notable de los sonidos orientados al rock de Styles. Chris Willman de Variety señaló que se inspira mucho en Depeche Mode y A-ha, y que en cierto tiempo de la canción sugirió que adoptó un estilo similar al sencillo "Blinding Lights" de The Weeknd de 2019. Líricamente, "As It Was" tiene sus raíces en transiciones personales y representa un sentimiento de pérdida y soledad. Rob Sheffield de Rolling Stone describió la canción como un "grito directo del corazón que también es un desafío irresistible para la pista de baile.

## Recepción

### Comentarios de la crítica
«As It Was» fue en su mayoría aclamada por los críticos. Jordan Darville de la revista The Fader la describió como un "atasco melancólico pero optimista", mientras que Sheffield mencionó que la canción era una de las más "emocionalmente poderosas" de Styles, viéndola como un "cambio atrevido" para él y diferente de su trabajo anterior.
Rhian Daly de NME le dio a la canción 5 estrellas, diciendo que la canción "es una oda reflexiva a la naturaleza agridulce del cambio", y agregó que "el sencillo de synth pop de los 80 representa huir del pasado y luchar contra el cambio". Daly sintió que "la pista contemplativa insinúa que su próximo tercer disco consolidará la posición de la estrella como uno de los grandes del panorama pop actual".
Ben Beaumont-Thomas, de The Guardian, también le otorgó 5 estrellas, afirmando que "la canción de Styles es para todos: un éxito efervescente y de alto tempo para que hagas taconeo". También comparó de forma positiva a «As It Was» con la canción de 2019 The Weeknd «Blinding Lights» que también funciona a 175 bpm y tiene el mismo tipo de motivo instrumental de gusano".
En la lista más nueva de las 500 mejores canciones de todos los tiempos (febrero de 2024) por la revista Rolling Stone, As It Was se encuentra en el puesto 500.

### Resultados comerciales
"As It Was" entró en la cima de la lista de sencillos del Reino Unido el 8 de abril de 2022, convirtiéndose en el segundo número uno de Styles en dicha lista después de su sencillo debut "Sign of the Times" de abril deAnexo:Las 500 mejores canciones de todos los tiempos según Rolling Stone 2017. Logró la semana de apertura más grande de cualquier sencillo en 2022 en el Reino Unido, con 94,000 de ventas. La canción registró 10,5 millones de transmisiones durante los primeros siete días, la semana más grande de transmisiones en el Reino Unido de cualquier pista en 2022. También fue la canción más descargada de la semana, encabezando la lista de descargas de sencillos del Reino Unido. También reclamó la primera semana más grande de cualquier canción en la lista de sencillos del Reino Unido desde "Sausage Rolls for Everyone" de Ladbaby con Ed Sheeran y Elton John en diciembre de 2021.
En los Estados Unidos, debutó en el número del Billboard Hot 100, consiguiendo su segundo número uno después de su éxito Watermelon Sugar del 2020. Spotify confirmó que el sencillo fue la canción más reproducida en el país el día 2 de abril de 2022, con 8,3 millones de reproducciones, un récord que anteriormente ostentaba "Drivers License" de Olivia Rodrigo con 8 millones de reproducciones. Con el paso de los meses, la canción llegó a pasar 14 semanas no consecutivas en la cima del Billboard Hot 100, y más tarde terminando en la cima del Top Songs of the Summer de 2022.
También es la canción más reproducida a nivel mundial en Spotify en un solo día en 2022 hasta el momento, con 21,6 millones de reproducciones. Styles también obtuvo el título de Guinness World Records por la pista más reproducida en Spotify en 24 horas por un artista masculino. La canción acumuló 16,103,849 reproducciones en sus primeras 24 horas en la plataforma y fue la canción principal en 34 países del día, según la lista diaria Global Top 200 de Spotify. "As It Was" también tuvo 1,247,683 reproducciones en el Reino Unido y 1,168,896 en México.
En países de Hispanoamérica como Argentina y México logró un éxito comercial, en el primer país logró posicionarse en el segundo puesto del Argentina Hot 100 de Billboard, siendo el puesto más alto de Styles en ese país, y la posición más alta para una canción en idioma no-hispano. En México llegó al primer lugar de las listas Billboard Mexico Airplay y Mexico Songs, en la primera logrando su primer número uno y en la segunda convirtiéndose en la primera canción en inglés en tocar la cima de la lista.

### Reconocimientos
| Año  | Ceremonia                    | Categoría                         | Resultado | Ref.   |
| ---- | ---------------------------- | --------------------------------- | --------- | ------ |
| 2022 | MTV Millennial Awards        | Hit global del año                | Nominado  | [ 18 ] |
| 2022 | MTV Millennial Awards Brazil | Hit global del año                | Nominado  | [ 19 ] |
| 2022 | MTV Video Music Awards       | Video del año                     | Nominado  | [ 20 ] |
| 2022 | MTV Video Music Awards       | Mejor pop                         | Ganador   | [ 20 ] |
| 2022 | MTV Video Music Awards       | Mejor dirección                   | Nominado  | [ 20 ] |
| 2022 | MTV Video Music Awards       | Mejor coreógrafia                 | Nominado  | [ 20 ] |
| 2022 | MTV Video Music Awards       | Mejor cinematografía              | Ganador   | [ 20 ] |
| 2022 | LOS40 Music Awards           | Mejor canción internacional       | Nominado  | [ 21 ] |
| 2022 | LOS40 Music Awards           | Mejor video internacional         | Nominado  | [ 21 ] |
| 2022 | UK Music Video Awards        | Mejor video pop - UK              | Ganador   | [ 22 ] |
| 2022 | MTV Video Music Awards Japan | Mejor video solista internacional | Ganador   | [ 23 ] |
| 2022 | MTV Europe Music Awards      | Mejor canción                     | Nominado  | [ 24 ] |
| 2022 | MTV Europe Music Awards      | Mejor video                       | Nominado  | [ 24 ] |
| 2022 | NRJ Music Awards             | Video del año                     | Ganador   | [ 25 ] |
| 2022 | NRJ Music Awards             | Hit internacional del año         | Ganador   | [ 25 ] |
| 2022 | Premios People's Choice      | Canción de 2022                   | Nominado  | [ 26 ] |
| 2022 | Premios People's Choice      | Video musical de 2022             | Nominado  | [ 26 ] |
| 2022 | Premios American Music       | Video musical favorito            | Nominado  | [ 27 ] |
| 2022 | Premios American Music       | Canción pop favorita              | Ganador   | [ 27 ] |
| 2023 | Premios Grammy               | Grabación del año                 | Nominado  | [ 28 ] |
| 2023 | Premios Grammy               | Canción del año                   | Nominado  | [ 28 ] |
| 2023 | Premios Grammy               | Mejor interpretación pop solista  | Nominado  | [ 28 ] |
| 2023 | Premios Grammy               | Mejor video musical               | Nominado  | [ 28 ] |
| 2023 | Premios Brit                 | Canción del año                   | Ganador   | [ 29 ] |

## Video musical
El video musical del sencillo fue lanzado junto con la canción. En este, Styles se une a su expareja en una plataforma giratoria y realiza una coreografía en una ciudad para liberar emociones negativas. El video fue filmado en Londres y fue dirigido por la directora ucraniana Tanu Muino, quien afirmó que dirigir para Styles era "un sueño de la lista de deseos hecho realidad", pero debido a la invasión rusa de Ucrania de 2022, siendo Ucrania su país de origen, lo convirtió en una experiencia agridulce.

## Créditos y personal
Créditos adaptados de YouTube Music.
- Vocales, Compositor, Campanas: Harry Edward Styles
- Bajo, Bajo eléctrico, Caja de ritmos, Batería, Guitarra eléctrica, Sintetizador, Compositor, Letrista, Productor: Kid Harpoon
- Batería: Mitch Rowland
- Caja de ritmos, piano, sintetizador, compositor, letrista, productor: Tyler Johnson
- Guitarra eléctrica, percusión: Doug Showalter
- Programador, ingeniero de grabación: Jeremy Hatcher
- Otro: Ruby Winston
- Ingenieros asistentes: Katie May, Luke Gibbs, Adele Phillips, Josh Caulder, Joe Dougherty
- Ingeniero de mezcla: Spike Stent
- Ingeniero asistente: Matt Wolach
- Ingeniero de masterización: Randy Merrill

## Posicionamiento en listas
| País                 | Lista de Éxitos               | Mejor posición | Ref.    |
| Mundo                | Mundo                         | Mundo          | Mundo   |
| -------------------- | ----------------------------- | -------------- | ------- |
| Global               | Billboard Global 200          | 1              | [ 33 ]  |
| Global               | Billboard Global 200 Excl. US | 1              | [ 34 ]  |
| Asia                 |                               |                |         |
| Corea del Sur        | Gaon                          | 113            | [ 35 ]  |
| Israel               | Media Forest                  | 1              | [ 36 ]  |
| India                | IMI                           | 1              | [ 37 ]  |
| Indonesia            | Billboard Songs               | 3              | [ 38 ]  |
| Líbano               | Top 20 Libanés Oficial        | 1              | [ 39 ]  |
| Malasia              | RIM                           | 1              | [ 40 ]  |
| Filipinas            | Billboard Filipinas           | 4              | [ 41 ]  |
| Singapur             | RIAS                          | 1              | [ 42 ]  |
| Turquía              | Billboard                     | 1              | [ 43 ]  |
| Japón                | Billboard Hot Overseas        | 1              | [ 44 ]  |
| Vietnam              | Billboard Vietnam Hot 100     | 10             | [ 45 ]  |
| América              |                               |                |         |
| Argentina            | Billboard Argentina Hot 100   | 2              | [ 46 ]  |
| Argentina            | Argentina Airplay             | 1              | [ 47 ]  |
| Argentina            | Argentina Anglo Airplay       | 1              | [ 48 ]  |
| Bolivia              | Billboard Bolivia             | 2              | [ 49 ]  |
| Brasil               | Billboard Brazil Songs        | 13             | [ 50 ]  |
| Canadá               | Billboard Canadian Hot 100    | 1              | [ 51 ]  |
| Chile                | Billboard Chile               | 13             | [ 52 ]  |
| Colombia             | Promúsica                     | 13             | [ 53 ]  |
| Ecuador              | Billboard Ecuador Top 25      | 9              | [ 54 ]  |
| El Salvador          | Monitor Latino                | 1              | [ 55 ]  |
| México               | Billboard Mexico Songs        | 1              | [ 56 ]  |
| México               | Billboard Mexico Airplay      | 1              | [ 57 ]  |
| Panamá               | Monitor Latino                | 1              | [ 58 ]  |
| Perú                 | Billboard Perú                | 2              | [ 59 ]  |
| República Dominicana | SODINPRO                      | 1              | [ 60 ]  |
| Uruguay              | Monitor Latino                | 9              | [ 61 ]  |
| Estados Unidos       | Billboard Hot 100             | 1              | [ 62 ]  |
| Estados Unidos       | Billboard Top 50 Radio        | 1              | [ 63 ]  |
| Estados Unidos       | Billboard Mainstream Top 40   | 1              | [ 64 ]  |
| África               |                               |                |         |
| Sudáfrica            | RISA                          | 1              | [ 65 ]  |
| Europa               |                               |                |         |
| Austria              | Ö3 Austria Top 40             | 1              | [ 66 ]  |
| Alemania             | Official German Charts        | 1              | [ 67 ]  |
| Bélgica              | Ultratop 50                   | 1              | [ 68 ]  |
| Bélgica              | Ultratop 50                   | 1              | [ 69 ]  |
| Croacia              | HRT                           | 3              | [ 70 ]  |
| Dinamarca            | Tracklisten                   | 1              | [ 71 ]  |
| Eslovaquia           | Singles Digitál Top 100       | 1              | [ 72 ]  |
| Eslovaquia           | Radiós Top 100                | 1              | [ 73 ]  |
| España               | PROMUSICAE                    | 10             | [ 74 ]  |
| España               | PROMUSICAE Radios Top 50      | 1              | [ 75 ]  |
| España               | Los40 España                  | 1              | [ 76 ]  |
| Finlandia            | Suomen Virallinen Lista       | 1              | [ 77 ]  |
| Francia              | SNEP                          | 1              | [ 78 ]  |
| Grecia               | IFPI                          | 1              | [ 79 ]  |
| Hungría              | Single Top 40                 | 1              | [ 80 ]  |
| Hungría              | Streaming Top 40              | 1              | [ 81 ]  |
| Irlanda              | Irish Singles Chart           | 1              | [ 82 ]  |
| Islandia             | FHF                           | 1              | [ 83 ]  |
| Italia               | FIMI                          | 3              | [ 84 ]  |
| Letonia              | EHR                           | 1              | [ 85 ]  |
| Lituania             | AGATA                         | 1              | [ 86 ]  |
| Luxemburgo           | Billboard                     | 1              | [ 87 ]  |
| Noruega              | VG-lista                      | 2              | [ 88 ]  |
| Países Bajos         | Singles Top 100               | 1              | [ 89 ]  |
| Países Bajos         | Dutch Top 40                  | 1              | [ 90 ]  |
| Polonia              | Billboard                     | 1              | [ 91 ]  |
| Portugal             | AFP                           | 1              | [ 92 ]  |
| Reino Unido          | UK Singles Chart              | 1              | [ 93 ]  |
| República Checa      | Rádio - Top 100               | 1              | [ 94 ]  |
| República Checa      | Singles Digitál Top 100       | 1              | [ 95 ]  |
| Rumania              | UPFR                          | 4              | [ 96 ]  |
| Suecia               | Sverigetopplistan             | 1              | [ 97 ]  |
| Suiza                | Schweizer Hitparade           | 1              | [ 98 ]  |
| Oceanía              |                               |                |         |
| Australia            | ARIA Singles Chart            | 1              | [ 99 ]  |
| Nueva Zelanda        | Recorded Music NZ             | 1              | [ 100 ] |

## Certificaciones
| País (organismo certificador) | Certificación   | Unidades certificadas |
| ----------------------------- | --------------- | --------------------- |
| Alemania (BVMI)               | 6x Platino      | 400,000‡              |
| Australia (ARIA)              | 5x Platino      | 350,000‡              |
| Austria (IFPI Austria)        | 4x Platino      | 180,000‡              |
| Dinamarca (IFPI Dinamarca)    | Diamante        | 200,000‡              |
| España (PROMUSICAE)           | 7x Platino      | 380,000‡              |
| Estados Unidos (RIAA)         | 9x Platino      | 9,000,000‡            |
| Francia (SNEP)                | Diamante        | 333,000‡              |
| Italia (FIMI)                 | 3x Platino      | 300,000‡              |
| México (AMPROFON)             | 11x Platino+Oro | 940,000‡              |
| Nueva Zelanda (RMNZ)          | 5x Platino      | 120,000‡              |
| Portugal (AFP)                | Diamante        | 100,000‡              |
| Reino Unido (BPI)             | 7x Platino      | 2,400,000‡            |
| Suiza (IFPI Suiza)            | 6x Platino      | 140,000‡              |
| Streaming                     |                 |                       |
| Grecia (IFPI)                 | Platino         | 2,000,000‡            |

## Historial de lanzamiento
| Región         | Fecha              | Formato(s)             | Disquera(s) | Ref.    |
| -------------- | ------------------ | ---------------------- | ----------- | ------- |
| Mundo          | 1 de abril de 2022 | Descarga digital       | Columbia    | [ 115 ] |
| Italia         | 1 de abril de 2022 | Contemporary hit radio | Sony Italy  | [ 116 ] |
| Reino Unido    | 1 de abril de 2022 | CD sencillo            | Columbia    | [ 117 ] |
| Estados Unidos | 4 de abril de 2022 | Radios hot AC          | Columbia    | [ 118 ] |
| Estados Unidos | 5 de abril de 2022 | Radios pop             | Columbia    | [ 119 ] |